# A Hard Day's Night (nummer)
A Hard Day's Night is een nummer van de Britse popgroep The Beatles uit 1964. A Hard Day's Night is een nummer van het schrijversduo Lennon-McCartney, maar is geschreven door John Lennon als titelnummer voor hun eerste speelfilm A Hard Day's Night. A Hard Day's Night is ook het openingsnummer van de soundtrack met dezelfde naam. Het nummer werd in 1964 ook op single uitgebracht en bereikte in verschillende landen de eerste positie in de hitlijsten, waaronder Groot-Brittannië en de Verenigde Staten.

## Achtergrond
Op 2 maart 1964 begonnen The Beatles aan de opnamen voor hun eerste speelfilm. Hoewel de opnamen voor deze film al bijna klaar waren, was er nog geen titel voor de film bedacht. De titel werd bedacht door de drummer van The Beatles, Ringo Starr. John Lennon herinnert zich dat de regisseur van de film, Dick Lester, voorstelde om een verspreking van Ringo, die zich al sprekende realiseerde dat het nacht was ("It's been a hard day ... night"), als titel voor de film te gebruiken. 

I was going home in the car and Dick Lester suggested the title from something Ringo had said. I had used it in In His Own Write, but it was an off-the-cuff remark by Ringo, one of those malaproprisms - a Ringoism - said not to be funny, just said. So Dick Lester said, 'We are going to use that title,' and the next morning I brought in the song.
— John Lennon (1980)

 Paul McCartney herinnert zich echter dat het niet Lester maar The Beatles zelf waren die voorstelden om Ringo's verspreking als titel voor de film te gebruiken.

The title was Ringo's. We'd almost finished making the film and this fun bit arrived that we'd not known about before which was naming the film. So we were sitting around at Twickenham studios having a little brain-storming session; director Dick Lester, us, Walter Shenson, Bud Ornstein and some other people were sitting around trying to come up with something and we said, 'Well, there was something Ringo said the other day ...'
— Paul McCartney (1997)

 Toen de titel van de film bekend was, moest er nog een lied met dezelfde titel geschreven worden. Lennon stelde voor om het lied te schrijven, wat hij nog dezelfde avond deed. De volgende dag bracht Lennon het lied mee naar de set waar hij lied speelde voor overige Beatles en de regisseur Shenson. Het lied genoot enige bekendheid en werd gecoverd door artiesten als Otis Redding.

## Opnamen

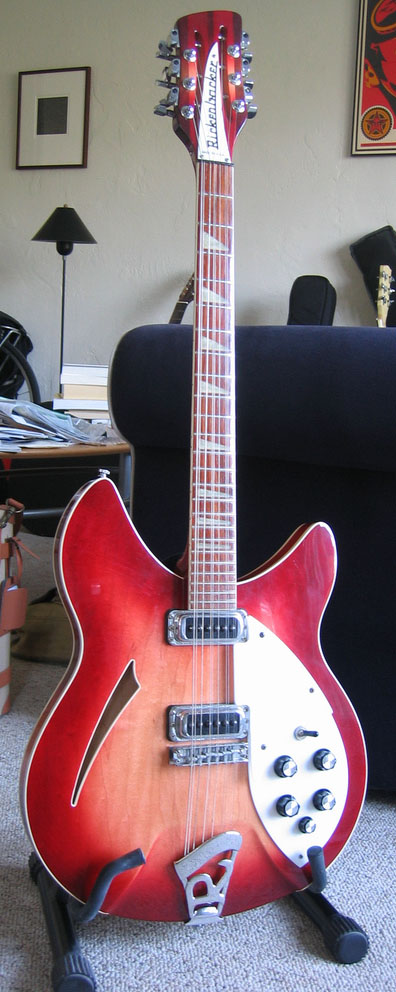
De Rickenbacker 360/12 werd door George Harrison gebruikt om het openingsakkoord te spelen.

Enkele dagen later, op 16 april namen The Beatles de tijd om A Hard Day's Night op te nemen in de Abbey Road Studios in Londen. De Beatles hadden minder dan drie uur nodig om A Hard Day's Night in negen takes op te nemen. The Beatles concentreerden zich eerst op het perfectioneren van de backing track, waarna zang van Lennon en achtergrondzang van McCartney werden toegevoegd. Volgens Lennon zong McCartney alleen mee in het nummer omdat hij de hoge noten in de brug van het lied (het 'When I'm home, everything seems to be right' gedeelte) niet zelf kon zingen. Ook werden er bongo's en akoestische gitaar, gespeeld door Lennon, aan de backing track toegevoegd. In de studio ontstond ook het idee om het lied te openen met het bekende openingsakkoord gespeeld op de 12-snarige Rickenbacker gitaar van George Harrison (aangevuld met gelijktijdig gespeeld een gitaarakkoord van John Lennon en een noot van Paul McCartney op de basgitaar). Volgens producer George Martin waren The Beatles op zoek naar sterk begin van het lied omdat het lied de film en de soundtrack zou openen. Het openingsakkoord werd als de perfecte opening beschouwd. 
Paul McCartney vertelde in een interview dat George Harrison het spelen van de gitaarsolo erg moeilijk vond omdat het erg snel moest. George Martin had daar een oplossing voor; het werd in een rustig tempo op halve snelheid op de band opgenomen, en op normale snelheid afgespeeld. Hierdoor hoort men de gitaarsolo twee maal zo snel en een octaaf hoger dan deze in werkelijkheid is gespeeld. Ook voor de solo werd de 12- snarige Rickenbacker gebruikt.

## Tracklist

#### 7" Single
Odeon O 22 760 (EMI) [de] (10 juli 1964); Parlophone QMSP 16363 (EMI) [it] (10-7-1964); Parlophone R 5160 (EMI) [nl] (10 juli 1964);
1. A Hard Day's Night
2. Things We Said Today

#### White Vinyl - 7" Single
Capitol S7-17692 (EMI) [usa] (1 januari 1994)
1. A Hard Day's Night
2. Things We Said Today

## Hitnotering
| Titel                      | Titel                 | Titel    | Titel | Titel | Titel | Titel | Titel | Titel | Titel | Titel | Titel | Titel | Titel | Titel | Titel | Titel |
| Hitlijst                   | Datum van binnenkomst | Week:    | 1     | 2     | 3     | 4     | 5     | 6     | 7     | 8     | 9     | 10    | 11    | 12    | 13    |       |
| -------------------------- | --------------------- | -------- | ----- | ----- | ----- | ----- | ----- | ----- | ----- | ----- | ----- | ----- | ----- | ----- | ----- | ----- |
| Tijd voor Teenagers Top 10 | 18 juli 1964          | Positie: | 6     | 1     | 1     | 1     | 1     | 1     | 2     | 2     | 2     | 3     | 4     | 5     | 10    | uit   |

## NPO Radio 2 Top 2000
A Hard Day's Night staat sinds 1999 genoteerd in de Radio 2 Top 2000. Het nummer behaalde dat jaar ook de hoogste positie in deze lijst, nummer 502. In 2023 staat het voor het eerst niet in de Top 2000. Volgens de gegevens van npo radio2 is het dat jaar de nummer 2004.

| Nummer met noteringen in de NPO Radio 2 Top 2000 | '99 | '00 | '01 | '02  | '03 | '04 | '05 | '06 | '07 | '08 | '09 | '10 | '11 | '12 | '13  | '14  | '15  | '16  | '17  | '18  | '19  | '20  | '21  | '22  |
| ------------------------------------------------ | --- | --- | --- | ---- | --- | --- | --- | --- | --- | --- | --- | --- | --- | --- | ---- | ---- | ---- | ---- | ---- | ---- | ---- | ---- | ---- | ---- |
| A Hard Day's Night                               | 502 | 875 | 965 | 1028 | 931 | 824 | 893 | 890 | 857 | 848 | 936 | 922 | 941 | 648 | 1161 | 1524 | 1626 | 1368 | 1593 | 1553 | 1506 | 1753 | 1759 | 1994 |

1. ↑  Een vetgedrukt getal geeft de hoogste notering aan.
2. ↑  Deze tabel is bijgewerkt tot en met de laatste editie (2024).

## Credits
- John Lennon - zang, elektrische en akoestische gitaar
- Paul McCartney - zang, basgitaar
- George Harrison - gitaar
- Ringo Starr - drums, bongo's
- George Martin - piano

## Covers
A Hard Day's Night is door veel andere artiesten opgenomen. Enkele bekende covers zijn:
- Alvin and the Chipmunks op het album The Chipmunks Sing the Beatles Hits uit 1964.
- Chet Atkins met een instrumentale versie op het album Chet Atkins Picks on the Beatles uit 1966.
- Count Basie met een instrumentale versie op het album Basie's Beatle Bag uit 1966.
- Ella Fitzgerald op het live-album Ella in Hamburg uit 1965.[6]
- Goldie Hawn op het album In My Life, dat in 1998 werd samengesteld en geproduceerd door George Martin.
- The Hollyridge Strings met een instrumentale versie op het album The Beatles Song Book Vol. 2 uit 1965.
- Billy Joel op de cd-boxset My Lives uit 2005[7] en bovendien op het live-album Live at Shea Stadium: The Concert uit 2011.[8]
- Quincy Jones op het album Golden Boy uit 1964.[9]
- The Kelly Family op het album Honest Workers uit 1991.[10]
- The Kingsmen op het album The Kingsmen on Campus uit 1965.[11]
- The King's Singers op het album The Beatles Connection uit 1986.
- James Last met een instrumentale versie op het album James Last spielt die grössten Songs von The Beatles uit 1983.
- Peggy Lee op het album Pass Me By uit 1965.[12]
- Rita Lee op het album Aqui, Ali, em Qualquer Lugar (met Beatlesnummers, deels in het Engels, deels in het Braziliaans) uit 2001.[13]
- Mando Diao als B-kant van de cd-single TV & Me uit 2007.[14]
- Hank B. Marvin met een instrumentale versie op het album Marvin at the Movies uit 2000.[15]
- John Mayall op het album Notice to Appear uit 1976.[16]
- Mrs. Miller op haar album Mrs. Miller's greatest hits uit 1966.[17]
- Billy Preston op het album Wildest Organ in Town! uit 1966.[18]
- Johnny Rivers op het live-album Whisky à Go Go Revisited van 1967.[19]
- Peter Sellers, die in 1965 in het Britse tv-programma The music of Lennon and McCartney de tekst reciteerde alsof het om een monoloog uit een stuk van Shakespeare ging.[20] In deze vorm werd het nummer ook op single uitgebracht; deze bereikte in januari 1966 de 14e plaats in de UK Singles Chart.[21]
- Sugarcult op een gelijknamige ep, die alleen in Japan is verschenen.[22]
- The Supremes op hun album A bit of Liverpool uit 1964.
- Dionne Warwick op het album Soulful uit 1969.[23]

Het lied is in het Duits vertaald als Das war ein harter Tag. Een verzamel-cd met Duitse vertalingen van Beatles-liedjes heet Das war ein harter Tag: Beatles-Lieder auf deutsch.